# Coenonympha gardetta
Coenonympha gardetta är en fjärilsart som beskrevs av De Prunner 1798. Coenonympha gardetta ingår i släktet Coenonympha och familjen praktfjärilar. Inga underarter finns listade i Catalogue of Life.

## Bildgalleri

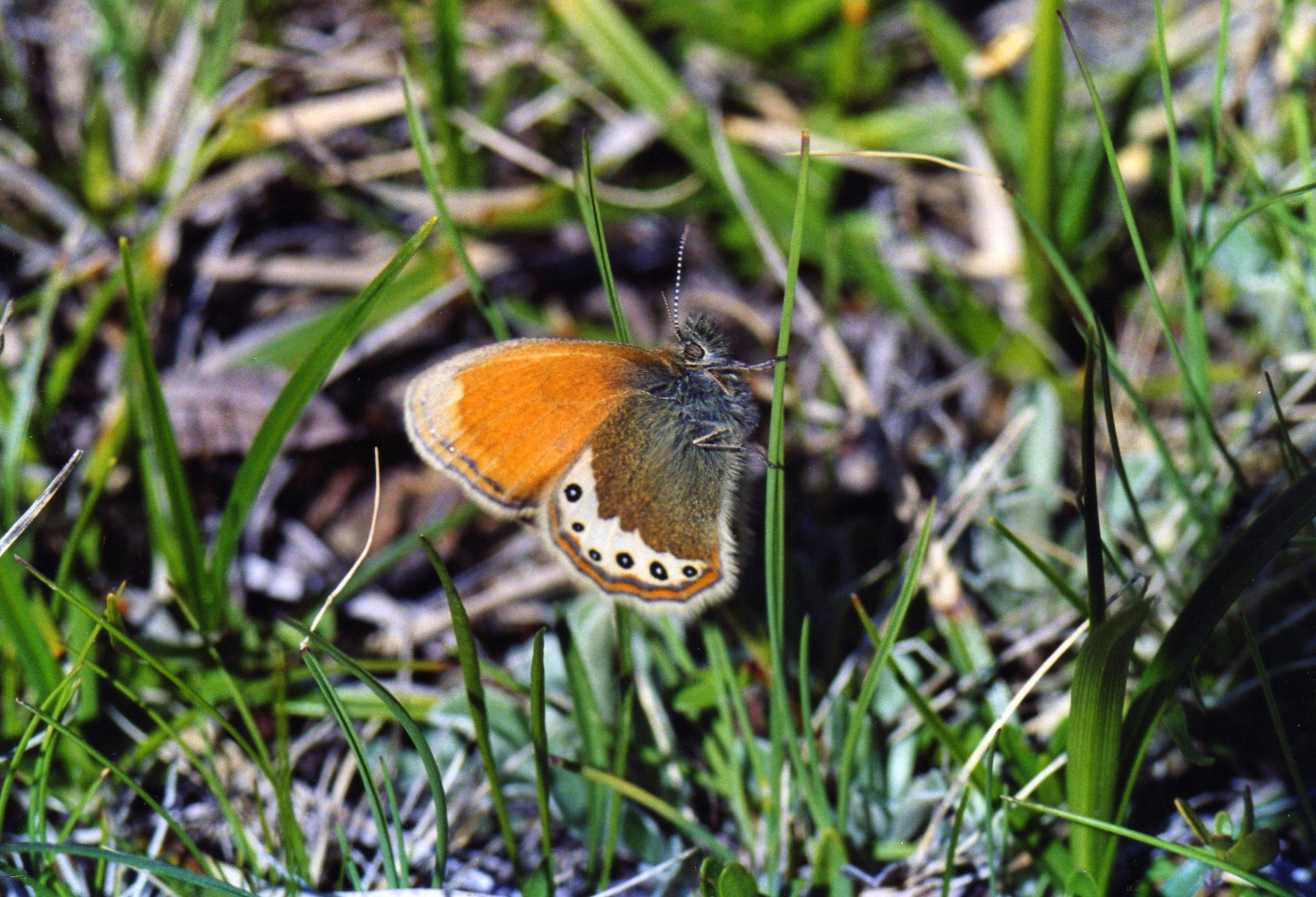
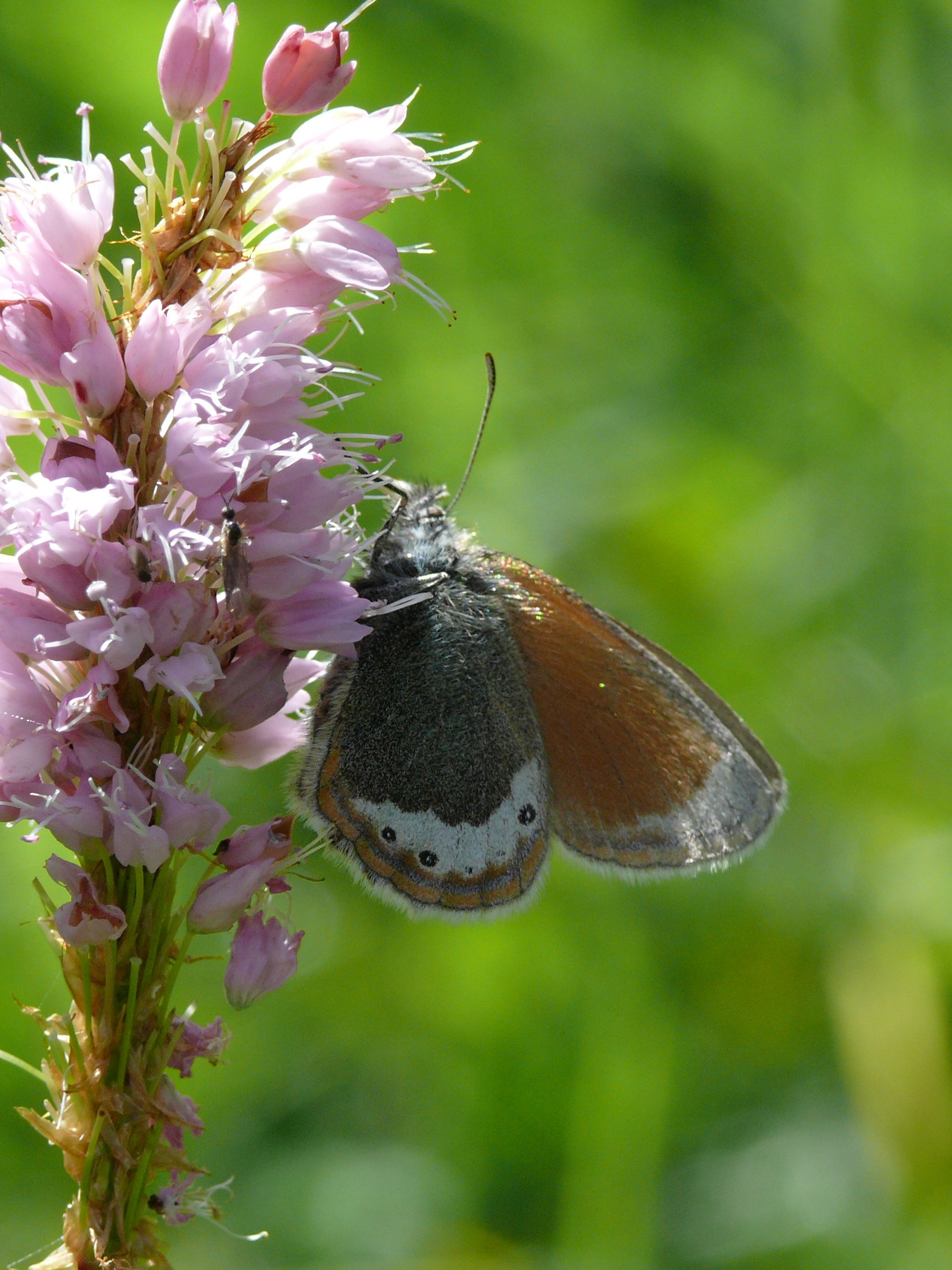
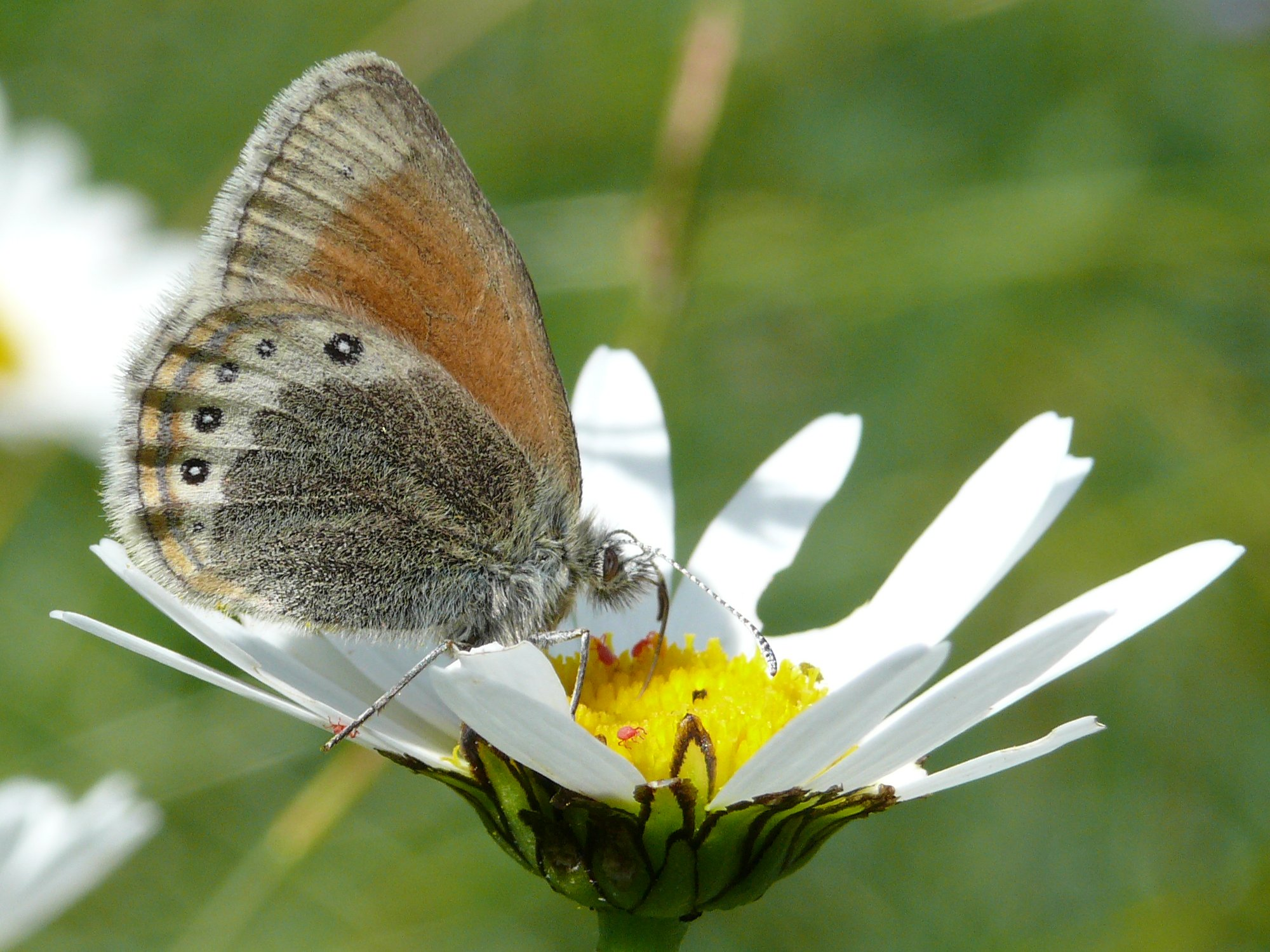
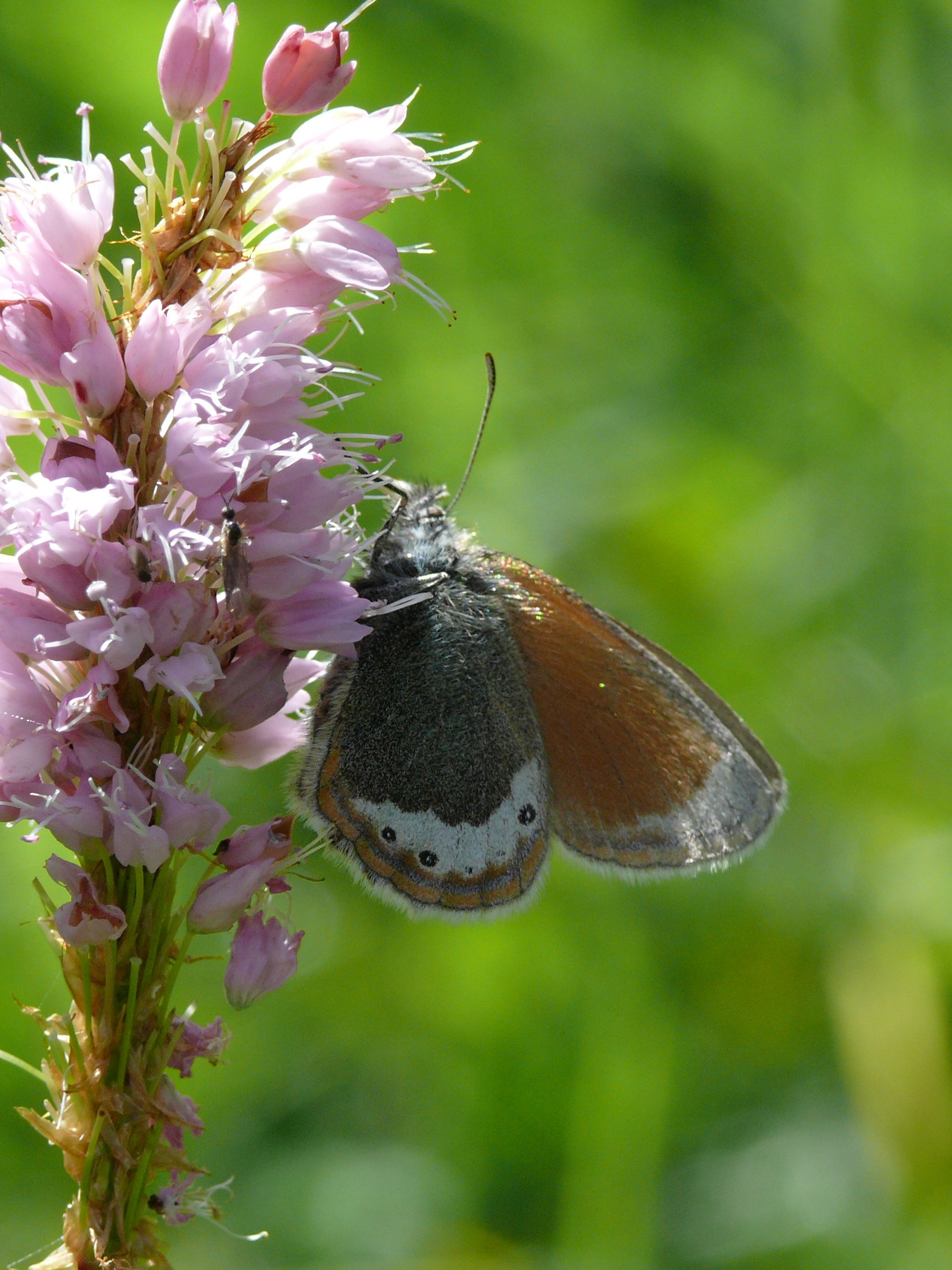
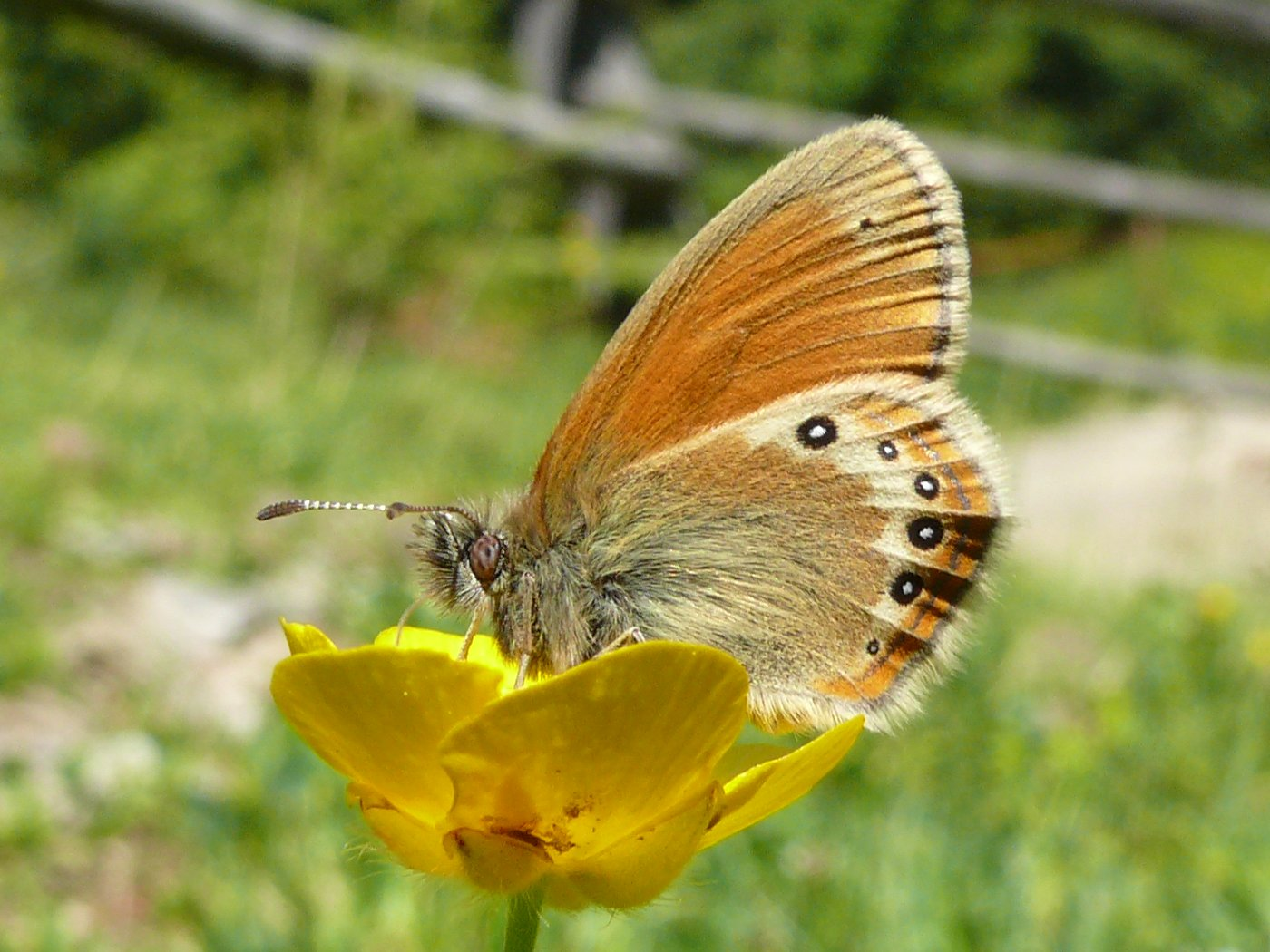
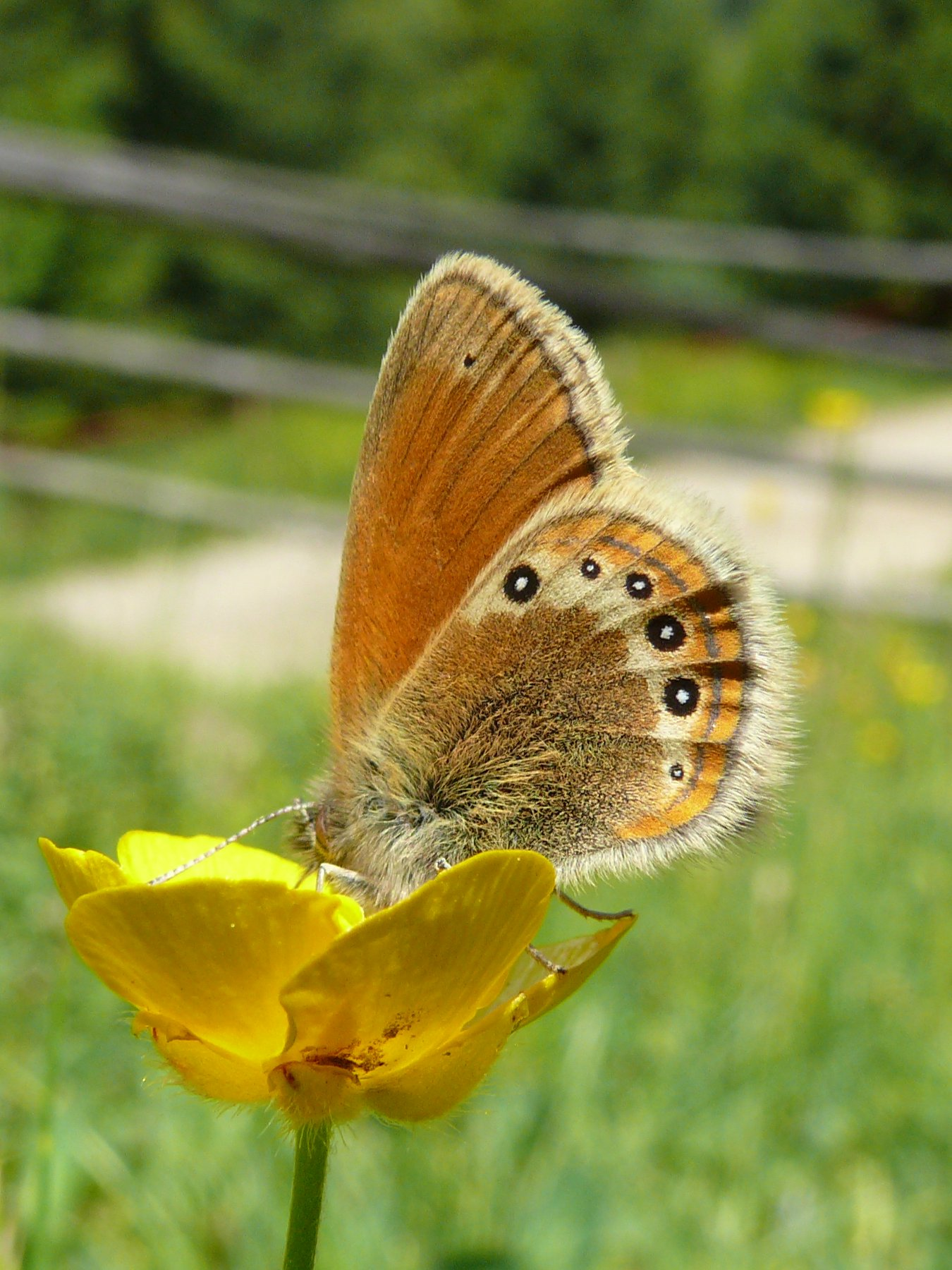